# Kim Sang-woo
Kim Sang-woo (Koreaans: 김상우) (4 augustus 1975) is een Zuid-Koreaans voormalig voetbalscheidsrechter. Hij was in dienst van FIFA en AFC tussen 2008 en 2016. Ook leidde hij tot 2017 wedstrijden in de K-League.
Zijn eerste interland floot Kim op 10 oktober 2009, toen Japan met 2–0 won van Schotland door een doelpunt van Keisuke Honda, waar een eigen doelpunt van de Schot Christophe Berra aan vooraf was gegaan. Tijdens deze wedstrijd toonde de Zuid-Koreaanse leidsman aan Gary Caldwell een gele kaart. Zijn eerste competitieve wedstrijd tussen landenteams volgde op 18 december 2010, toen op het Zuidoost-Aziatisch kampioenschap in de halve finales tussen Vietnam en Maleisië gespeeld werd. De beide ploegen kwamen niet tot scoren, maar door een eerdere overwinning van 2–0 gingen de Maleisiërs door naar de finale, die ze wonnen. Scheidsrechter Kim deelde vijf gele prenten uit, waarvan twee aan dezelfde speler, die daardoor het veld moest verlaten.

## Interlands
| Datum            | Plaats                 | Wedstrijd              | Uitslag | Competitie           | Kreeg geel | Kreeg voor de tweede keer geel en dus rood | Weggestuurd |
| ---------------- | ---------------------- | ---------------------- | ------- | -------------------- | ---------- | ------------------------------------------ | ----------- |
| 10 oktober 2009  | Yokohama, Japan        | Japan – Schotland      | 2 – 0   | Vriendschappelijk    | 1          | 0                                          | 0           |
| 18 december 2010 | Hanoi, Vietnam         | Vietnam – Maleisië     | 0 – 0   | ASEAN Cup 2010       | 4          | 1                                          | 0           |
| 3 juli 2011      | Manilla, Filipijnen    | Filipijnen – Sri Lanka | 4 – 0   | WK 2014 kwalificatie | 7          | 1                                          | 0           |
| 28 juli 2011     | Malé, Malediven        | Malediven – Iran       | 0 – 1   | WK 2014 kwalificatie | 8          | 0                                          | 0           |
| 30 mei 2013      | Toyota, Japan          | Japan – Bulgarije      | 0 – 2   | Vriendschappelijk    | 5          | 0                                          | 0           |
| 15 oktober 2013  | Singapore              | Singapore – Syrië      | 2 – 1   | AK 2015 kwalificatie | 7          | 0                                          | 0           |
| 19 november 2013 | Shah Alam, Maleisië    | Maleisië – Qatar       | 0 – 1   | AK 2015 kwalificatie | 2          | 0                                          | 0           |
| 1 januari 2014   | Doha, Qatar            | Koeweit – Jordanië     | 1 – 2   | WAFF Cup 2014        | 6          | 1                                          | 0           |
| 5 maart 2014     | Tasjkent, Oezbekistan  | Oezbekistan – V.A.E.   | 1 – 1   | AK 2015 kwalificatie | 4          | 1                                          | 0           |
| 5 september 2014 | Sapporo, Japan         | Japan – Uruguay        | 0 – 2   | Vriendschappelijk    | 2          | 0                                          | 0           |
| 10 december 2014 | Bangkok, Thailand      | Thailand – Filipijnen  | 3 – 0   | ASEAN Cup 2014       | 6          | 1                                          | 0           |
| 30 maart 2015    | Doha, Qatar            | Qatar – Slovenië       | 1 – 0   | Vriendschappelijk    | 2          | 0                                          | 0           |
| 16 juni 2015     | Kuala Lumpur, Maleisië | Maleisië – Palestina   | 0 – 6   | WK 2018 kwalificatie | 4          | 0                                          | 0           |
| 8 september 2015 | Hongkong               | Hongkong – Qatar       | 2 – 3   | WK 2018 kwalificatie | 4          | 0                                          | 0           |
| 12 december 2015 | Canberra, Australië    | Australië – Kirgizië   | 3 – 0   | WK 2018 kwalificatie | 3          | 0                                          | 0           |
| 29 maart 2015    | Malé, Malediven        | Malediven – Bhutan     | 4 – 2   | WK 2018 kwalificatie | 3          | 0                                          | 0           |